# Waupaca
Waupaca város az USA Wisconsin állam Waupaca megyéjében, melynek megyeszékhelye is. Lakossága 6282 fő a 2020-as népszámláláskor.

## Népesség
A település népességének változása:
| Lakosok száma | 1392 | 6069 | 6282 |
|               | 1880 | 2010 | 2020 |